# Gavrila Törok
Gavrila Törok (Timișoara, 7 maggio 1919 – ...) è stato un pallanuotista rumeno.
Ha fatto parte della Romania che ha partecipato al torneo di pallanuoto ai Giochi di Helsinki 1952, giocando tutte le partite, e segnando contro gli Stati Uniti tutti e tre i gol per la nazionale rumena.